# Selius bilobus
Selius bilobus is een eenoogkreeftjessoort uit de familie van de Nereicolidae. De wetenschappelijke naam van de soort is voor het eerst geldig gepubliceerd in 1837 door Krøyer.